# Campeonato Mundial de Hóquei no Gelo de 2007
A edição de 2007 do Campeonato Mundial de Hóquei no Gelo foi disputada com o mesmo formato dos torneios anteriores. Com 46 seleções alocadas em 4 divisões com o Canadá sendo o vencedor da divisão principal.

## Elite
O campeonato compreendeu as dezesseis principais nações do hóquei mundial, tendo a Rússia como sede.
Classificação Final
1. Canadá
2. Finlândia
3. Rússia
4. Suécia
5. Estados Unidos
6. Eslováquia
7. República Tcheca
8. Suíça
9. Alemanha
10. Dinamarca
11. Bielorrússia
12. Itália
13. Letônia
14. Noruega
15. Áustria -  rebaixada para primeira Divisão de 2008
16. Ucrânia - rebaixada para primeira Divisão de 2008

## Primeira Divisão
Doze equipes compuseram a primeira Divisão. Estes foram divididos em dois grupos, com o vencedor de cada grupo sendo promovido para a Elite, e o último sendo rebaixado para a segunda divisão.
Grupo A
1. França - promovido para a Elite
2. Polônia
3. Cazaquistão
4. Estônia
5. Países Baixos
6. China - rebaixada para a segunda divisão

Grupo B
1. Eslovênia - promovida para a Elite
2. Hungria
3. Japão
4. Reino Unido
5. Lituânia
6. Romênia - rebaixada para a segunda divisão

## Segunda Divisão
Doze equipes compuseram a segunda Divisão. Estes foram divididos em dois grupos, com o vencedor de cada grupo sendo promovido para a primeira divisão, e o último sendo rebaixado para a terceira.
Grupo A
1. Croácia - promovida para a primeira divisão
2. Bélgica
3. Espanha
4. Sérvia
5. Bulgária
6. Turquia - rebaixada para a terceira divisão

Grupo B
1. Coreia do Sul - promovida para a primeira divisão
2. Austrália
3. Israel
4. Islândia
5. México
6. Coreia do Norte - rebaixada para a terceira divisão

## Terceira Divisão
A Terceira Divisão foi composta por seis equipes. Jogando todas contra todas, com as duas primeiras sendo promovidas à segunda Divisão.
Classificação Final
1. Nova Zelândia - promovida para a segunda divisão
2. Irlanda - promovida para a segunda divisão
3. Luxemburgo
4. África do Sul
5. Mongólia
6. Armênia